# Christine Chubbuck
Christine Chubbuck chybně uváděná jako Hubbock (24. srpen 1944 Hudson – 15. červen 1974 Sarasota) byla americká novinářka a televizní moderátorka, která spáchala sebevraždu v přímém přenosu.

## Životopis
Narodila se 24. srpna 1944 Margharetě D. zvané "Peg" a Georgi Fairbanskovi Chubbuckovi. Měla dva bratry, Tima a Grega. V mládí navštěvovala školu Laurel School for Girls v Shaker Heighst. Poté navštěvovala univerzitu v Miami v Ohiu. Jeden rok se specializovala na divadelní umění a pak navštěvovala Endicott College v Beverly. Nakonec v roce 1965 získala vzdělání v oboru plošné vysílání na Bostonské univerzitě. Na začátku 60. let pracovala pro televizní stanici WVIZ a poté pro televizní stanice WTOG a WXLT-TV. Těsně před smrtí se odstěhovala do rodinné chaty v Siesta Key.

## Smrt
Již od svého mládí trpěla depresemi a sebevražednými myšlenkami. Dne 15. června 1974 ráno ve svém pořadu nejprve odříkala tuto větu: "A nyní, milí diváci, pokračujeme na kanále 40 jako obvykle s politickým programem plným krve a násilí, kdy poprvé uvidíte v živých barvách pokus o sebevraždu. Hezky se bavte." Po přečtení této věty sáhla do tašky pro revolver a zastřelila se.

## Odraz v kultuře
Její sebevražda inspirovala filmaře k natočení dvou filmů. V roce 2016 natočil režisér Antonio Campos film Christine. Hlavní roli ve filmu ztvárnila herečka Rebecca Hallová. Ještě tentýž rok se natočil dokumentární snímek Kate Plays Christine.